# ATP de Roterdã de 2013
O ATP de Roterdã de 2013 foi um torneio de tênis masculino disputado em quadras duras na cidade de Roterdã, nos Países Baixos. Esta foi a 41ª edição do evento e foi realizada no Ahoy Rotterdam. 

## Distribuição de pontos
| Evento            | V   | F   | SF  | QF | Segunda rodada | Primeira rodada | Q  | Q3 | Q2 | Q1 |
| Simples masculino | 500 | 300 | 180 | 90 | 45             | 20              | 10 | —  | 4  | —  |
| Duplas masculinas | 500 | 300 | 180 | 90 | 0              | —               | —  | —  | —  | —  |

## Chave de simples

### Cabeças de chave
| País | Jogador               | Rank1 | Cabeça |
| ---- | --------------------- | ----- | ------ |
| SUI  | Roger Federer         | 2     | 1      |
| ARG  | Juan Martín del Potro | 7     | 2      |
| FRA  | Jo-Wilfried Tsonga    | 8     | 3      |
| FRA  | Richard Gasquet       | 10    | 4      |
| FRA  | Gilles Simon          | 14    | 5      |
| ITA  | Andreas Seppi         | 18    | 6      |
| POL  | Jerzy Janowicz        | 25    | 7      |
| GER  | Florian Mayer         | 27    | 8      |

- 1 Rankings como em 4 de fevereiro de 2013

### Outros participantes
Os seguintes jogadores receberam convites para a chave de simples:
- Thiemo de Bakker
- Gaël Monfils
- Igor Sijsling

Os seguintes jogadores entraram na chave de simples através do qualificatório:
- Matthias Bachinger
- Daniel Brands
- Ernests Gulbis
- Matteo Viola

### Desistências
Antes do torneio
- Philipp Kohlschreiber
- Lukáš Lacko (lesão no pulso direito)
- Michaël Llodra (doença)
- Radek Štepánek

Durante o torneio
- Martin Kližan (cãibras)
- Benoît Paire
- Mikhail Youzhny (lesão no quadril)

## Chave de duplas

### Cabeças de chave
| País | Jogador              | País | Jogador           | Rank1 | Cabeça |
| ---- | -------------------- | ---- | ----------------- | ----- | ------ |
| ESP  | Marcel Granollers    | ESP  | Marc López        | 8     | 1      |
| PAK  | Aisam-ul-Haq Qureshi | NED  | Jean-Julien Rojer | 27    | 2      |
| SWE  | Robert Lindstedt     | SRB  | Nenad Zimonjić    | 31    | 3      |
| POL  | Mariusz Fyrstenberg  | POL  | Marcin Matkowski  | 35    | 4      |

- 1 Rankings como em 4 de fevereiro de 2013

### Outros participantes
As seguintes parcerias receberam convites para a chave de duplas:
- Thiemo de Bakker /  Jesse Huta Galung
- Robin Haase /  Igor Sijsling

As seguintes parcerias entraram na chave de duplas como alternates:
- Stephan Fransen /  Wesley Koolhof
- Jerzy Janowicz /  Jarkko Nieminen

## Campeões

### Simples
- Juan Martín del Potro venceu  Julien Benneteau, 7–6(7–2), 6–3

### Duplas
- Robert Lindstedt /  Nenad Zimonjić venceram  Thiemo de Bakker /  Jesse Huta Galung, 5–7, 6–3, [10–8]